# 江木翼
江木 翼（えぎ たすく、1873年（明治6年）12月5日 - 1932年（昭和7年）9月18日）は、日本の内務官僚、政治家。法学博士。幼名は恵助（えすけ）。

## 生涯
1873年（明治6年）12月5日、山口県御庄村（現在の岩国市）に酒造業を営む羽村卯作の三男として生まれる。山口中学校、山口高等中学校予科、本科を経て、東京帝国大学法科大学英法科へ進学、1897年（明治30年）5月17日に、枢密顧問官、文部大臣、貴族院議員となる江木千之の養子となる。同年7月、帝大を卒業し、大学院に進学。1898年（明治31年）12月文官高等試験に合格。1899年（明治32年）1月、内務省に入省する。神奈川県事務官、法制局参事官、1910年（明治43年）拓殖局部長を歴任する。
1912年（大正元年）第3次桂内閣で内閣書記官長に就任。その後、1914年（大正3年）の第2次大隈内閣、1924年（大正13年）の第1次加藤高明内閣でも書記官長を務め憲政会、立憲民政党系の官僚政治家として台頭した。この間に、1916年（大正5年）10月5日には貴族院議員に勅選され、1920年（大正9年）には法学博士号を受けている。
1925年（大正14年）第2次加藤高明内閣の司法大臣となり、第1次若槻内閣でも留任した。
1926年（大正15年）10月、甘粕事件を起こした甘粕正彦の仮出獄の許可を発令。甘粕は懲役10年の判決のところ約3年で仮出獄した。
1931年（昭和6年）の第2次若槻内閣でも鉄道大臣として入閣し、民政党の歴代総裁からの信任が厚く「民政党の知恵袋」と評され、同党の有力な総裁候補であったが、病のため辞職した。同じ官僚系の伊沢多喜男とは軋轢があり、対立することもあった。1932年（昭和7年）9月18日、前月に死去した養父の後を追うかのように死去。前年から胃癌を患っており、それが肝臓にも転移していた。墓所は青山霊園。

## 栄典
- 1915年（大正4年）11月10日 - 大礼記念章[8]
- 1916年（大正5年）1月19日 - 勲二等旭日重光章[9]
- 1927年（昭和2年）4月19日 - 旭日大綬章[10]

## 親族
- 妻 江木秀子（養父長女）[2]

## 邸宅地
旧邸宅地は、1980年（昭和55年）に向山庭園として、一般開放されている。

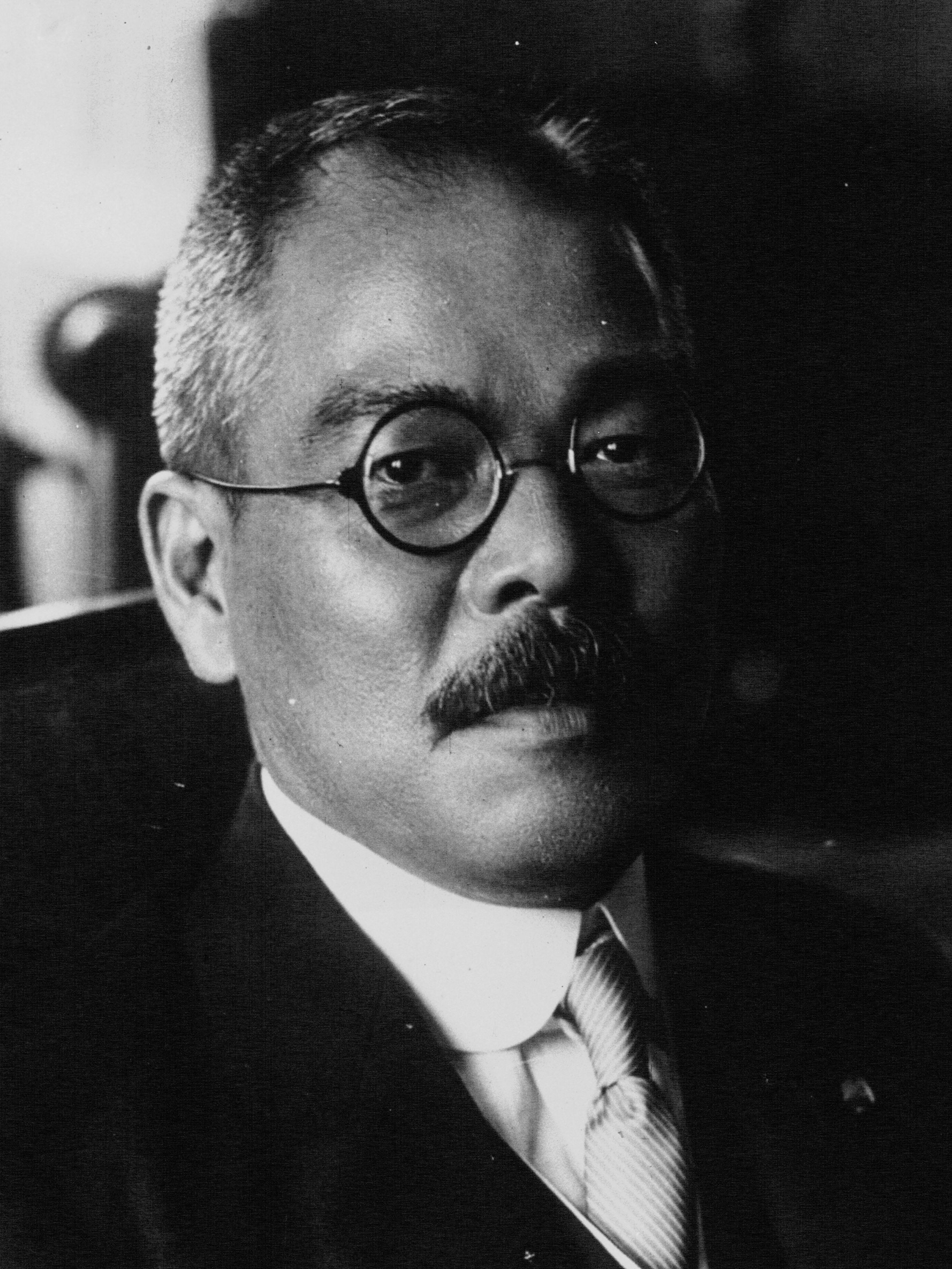
江木翼（1930年）